# لنز کانن ئی‌اف ۲۴–۸۵میلی‌متر
لنز کانن ئی‌اف ۲۴–۸۵میلی‌متر (به انگلیسی: Canon EF 24–85mm lens) نام لنز دوربین عکاسی از نوع زوم است که توسط شرکت کانن تولید می‌شود. فاصلهٔ کانونی این لنز ۲۴ تا ۸۵ میلی‌متر، دیافراگم آن دارای ۶ تیغه و ضریب اف آن اف ۳٫۵ تا اف ۳۲ است. این لنز در ۱۹آوریل ۹۶ میلادی تولید و عرضه شده‌است.